# 上山川村
上山川村（かみやまかわむら）は茨城県の西部、結城郡に属していた村。

## 地理
現在の結城市の南東部に位置する。
- 河川 ： 鬼怒川

## 歴史

### 村名の由来
旧村名から。当初、上山川村、大木村（大木町とも）、大町新田、矢畑村の4村での合併の話が持ち上がり、上山川村以外の3村は新村名として「上大畑村」を提案したが、上山川村が「山川大畑村」を主張したため合併は物別れに終わり、上山川村、矢畑村の2村合併となった。大木村、大町新田は江川村の合併に参加している。

### 村域の変遷
- 1889年（明治22年）4月1日 - 町村制施行により、上山川村、矢畑村が合併して発足。
- 1954年（昭和29年）3月15日 - 上山川村は絹川村、江川村とともに結城町に編入。結城町は市制施行して結城市となる。同日上山川村廃止。

変遷表
| 1868年 以前 | 1868年 以前 | 明治18年 | 明治22年 4月1日 | 昭和29年 3月15日 | 現在   |
| ----------- | ----------- | -------- | --------------- | ---------------- | ------ |
|             | 上山川村    | 上山川村 | 上山川村        | 結城町 に編入    | 結城市 |
|             | 結城寺村    | 上山川村 | 上山川村        | 結城町 に編入    | 結城市 |
|             | 矢畑村      |          | 上山川村        | 結城町 に編入    | 結城市 |

## 大字
- 上山川（かみやまかわ）
- 矢畑（やばた）

## 人口・世帯

### 人口
総数 [単位： 人]
| 1891年（明治24年） | 1,839 |
| 1920年（大正 9年） | 2,583 |
| 1935年（昭和10年） | 2,934 |
| 1950年（昭和25年） | 3,786 |

### 世帯
総数 [単位： 世帯]
| 1920年（大正 9年） | 431 |
| 1935年（昭和10年） | 475 |
| 1950年（昭和25年） | 613 |